# Colutea cilicica
Espèce
Classification APG II (2003)
Colutea cilicica, le Baguenaudier de Cilicie, est une espèce de plantes à fleurs de la famille des Fabacées. C'est un arbuste originaire du Proche-Orient.

## Description[1]
Colutea cilicica est un arbuste à feuillage caduc pouvant atteindre cinq mètres de haut.
Toutes les parties jeunes sont couvertes d'une légère pilosité, absente sur les plus anciennes, qui sont grisâtres.
Les feuilles sont imparipennées avec sept à onze folioles, vert foncé, longues de six à neuf centimètres.
Les folioles sont ovales et ont de 16 à 20 mm de long sur 9 à 11 de large.
Les inflorescences sont des racèmes axillaires à fleurs peu nombreuses - de quatre à sept -, jaune vif, pouvant atteindre 2 cm. Le calice, à l'extérieur légèrement pubescent, présente des sépales dont les deux supérieurs sont triangulaires et les trois inférieurs linéaires un peu recourbés. La corolle est, comme pour les majorité des plantes de la famille, asymétrique : le pétale supérieur - l'étendard - est plus long que les ailes et la carène où les deux pétales sont fusionnés. Le style est arqué ascendant, plus long que les étamines qui l'enserrent.
L'ovaire est glabre : il s'agit d'une caractéristique de l'espèce. Comme toutes les plantes du genre, l'ovaire contient de nombreux ovules.
Les fruits sont des gousses, indéhiscentes, enflées et vésiculeuses, bivalves supérieurement, très caractéristiques du genre. Elles portent plusieurs graines réniformes.

## Distribution
Le baguenaudier de Cilicie est originaire du Proche-Orient : Turquie jusqu'au Caucase, Liban, Syrie.
Il y croît dans des endroits rocheux, sur sols calcaires, parmi les arbustes et buissons xérophiles ou semi-xérophiles.

## Utilisations
La principale utilisation de cette espèce est ornementale. Mais elle reste peu répandue en France, malgré quelques offres d'horticulteurs et sa grande rusticité.

## Historique et position taxinomique
Pierre Edmond Boissier et Benedict Balansa décrivent une première fois cette espèce en 1856.
En 1967, Kasimierz Browicz la place dans la section Colutea, sous-section Arborescentes.
En 1972, Jiří Ponert en fait une sous-espèce de Colutea arborescens : Colutea arborescens subsp. cilicica (Boiss. & Balansa) Ponert. Ce déplacement a été invalidé par Sergei Kirillovich Czerepanov, en 1981.

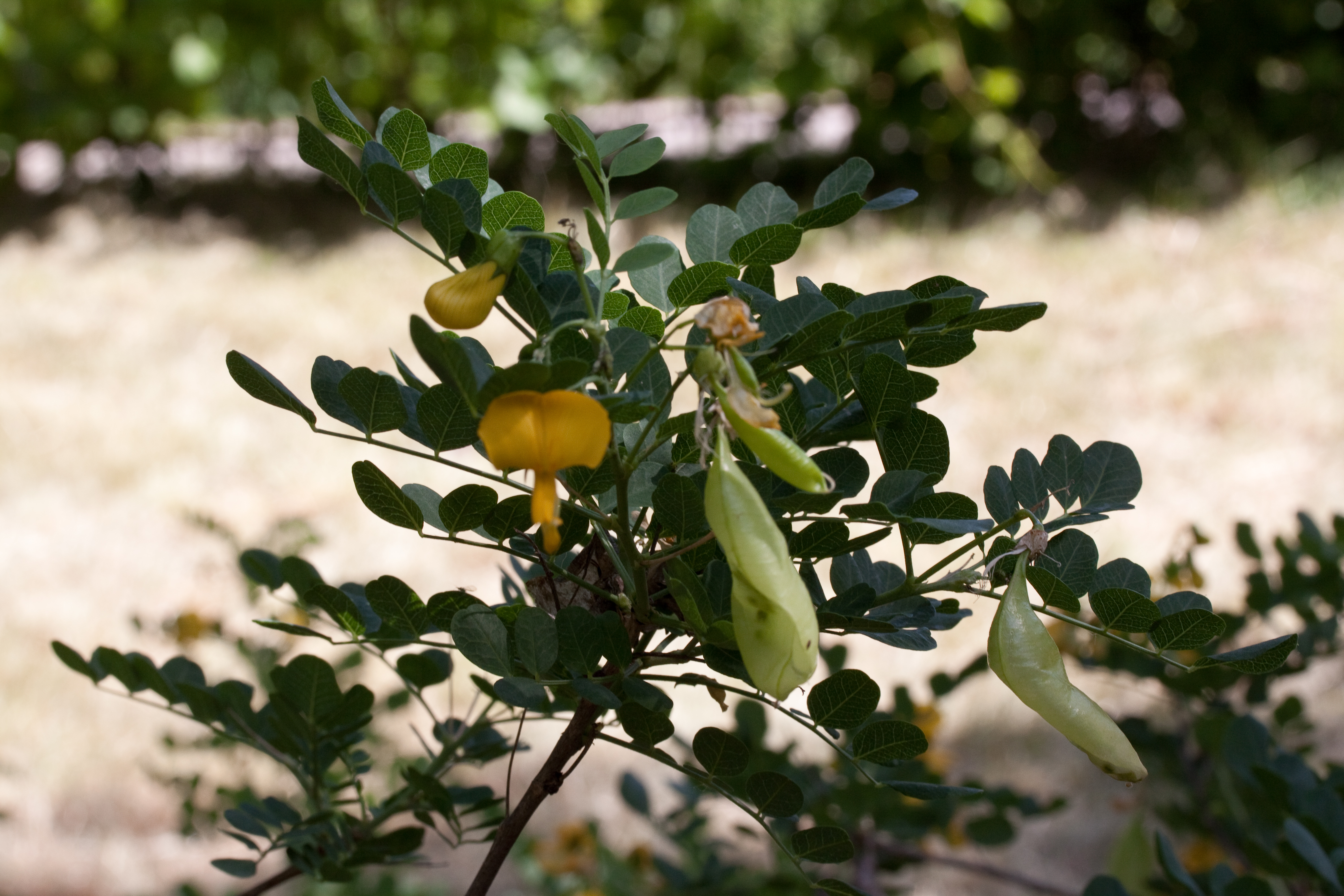
Floraison et jeunes fruits.
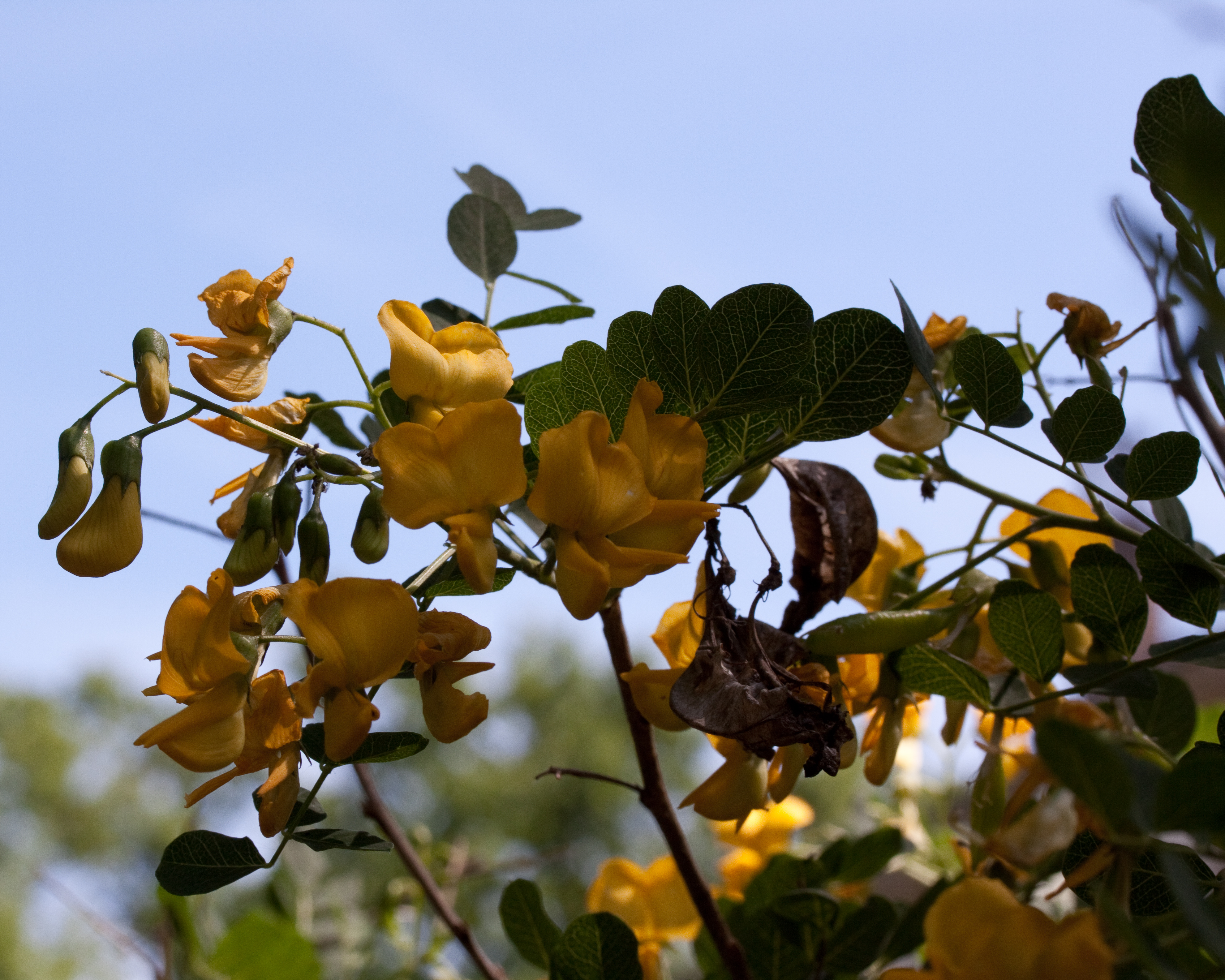
Floraison.